# Tumulo di Poggio Gaiella

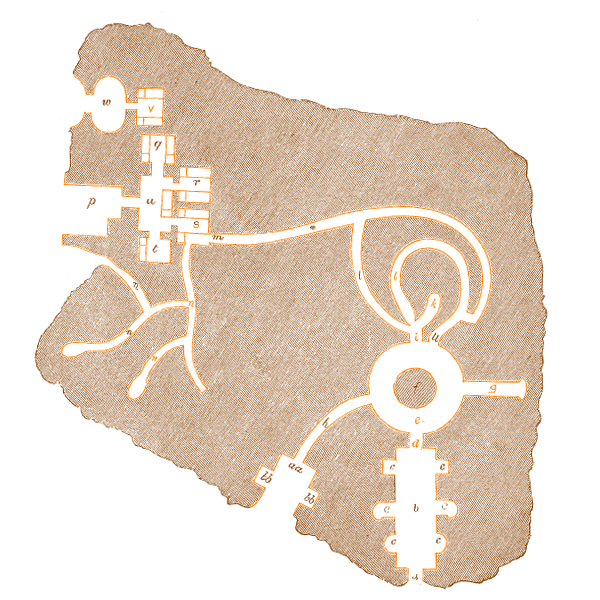
Plan du tumulus par George Dennis
(a) Entrée par le Sud.
(b) Antichambre ou vestibule.
(c) Recoins.
(d) Porte de la chambre principale.
(e) Chambre circulaire.
(f) Colonne taillée dans la roche.
(g) Cuniculus.
(h) Cuniculus conduisant à la chambre.
(i) Passage original.
(k, l, m, n) Passages de différentes tailles.
(l) Passage élevé dans le mur.
(n) Cuniculi, en partie inachevés.
(p) Antichambre du groupe des tombes carrées, ouverture à l'Ouest.
(q, r, s, t, u) Chambres plus ou moins grossières, non peintes, avec des banquettes creusées dans la roche.
(w) Antichambre
(v) Un tombeau trouvé rempli de grosses pierres.
(aa) Chambre enterrée.
(bb) Évidements dans ses murs.
(La partie ombrée représente la roche dans laquelle les tombes et les passages sont
taillés).

Le Tumulo di Poggio Gaiella (ou Caiella) est une tombe étrusque à tumulus située à proximité de la ville de Chiusi dans la province de Sienne en Toscane (Italie).

## Histoire
Le Tumulo di Poggio Gaiella est une tombe étrusque, a volta à pilier central, datée de la première moitié du Ve siècle av. J.-C. et traditionnellement reconnue comme le tombeau du roi Porsenna, qui assiégea Rome en l'an  506 av. J.- C.
Découverte en 1841, cette tombe fut visitée en 1843 par George Dennis lors de son voyage sur les sites étrusques. Il a pu voir à l'époque le tambour architectural, détruit  par la suite, servant de carrière à pierres pour les habitations voisines.

## Description
Cette tombe reste l'unique exemplaire sur les huit (au moins) connus de la zone de Chiusi et est la plus grande de l'Étrurie. La moitié du site est le fruit du remodelage du relief naturel dont la partie supérieure est constituée par la terre de remblai en tumulus.
Les tombes sont creusées sur plusieurs niveaux dans la partie inférieure. Un dromos, long d'environ 10 m, lui donne accès. Sur les parois du dromos  s'ouvrent deux courts passages qui conduisent à des tombes a tramezzo datées de la fin du VIIe siècle av. J.-C. La tombe de gauche donne accès à un complexe d'au moins 14 petites chambres disposées en deux rangées séparées par de brefs couloirs.
Les matériaux récupérés à l'intérieur remontent aux périodes archaïque et orientalisante.
Une partie de la décoration du plafond à caissons avec des traces de coloration rouge ainsi que les banquettes d'origine utilisées comme lits funèbres de la première moitié du Ve siècle av. J.-C. sont encore présentes.
Le tombeau était à l'origine entouré d'un tambour d'une hauteur de 1,50 mètre et revêtu par des blocs de travertin de Sarteano murés à sec (peut-être sur deux rangées).
Une implantation remontant à l'âge du bronze, le plus ancien de la zone a été découverte à proximité du tombeau.

## Sources
- (it) Cet article est partiellement ou en totalité issu de l’article de Wikipédia en italien intitulé « Tumulo di Poggio Gaiella » (voir la liste des auteurs).